# Titanidiops inermis
Espèce
Titanidiops inermis est une espèce d'araignées mygalomorphes de la famille des Idiopidae.

## Répartition
Cette espèce est endémique de Thaïlande. Elle se rencontre dans les provinces de Chumphon et de Krabi.

## Description
Le mâle holotype mesure 11,99 mm et la femelle paratype 19,22 mm.

## Systématique et taxinomie
Cette espèce a été décrite en 2024 par l'arachnologue autrichien Peter J. Schwendinger dans une publication coécrite avec Siegfried Huber (d) et Komson Hongpadharakiree (d).

### Étymologie
Son épithète spécifique, du latin inermis, « non-armé », fait référence à l'absence d'un fermoir d'accouplement chez les mâles de cette espèce.

### Publication originale
- (en) Peter J. Schwendinger, Siegfried Huber et Komsan Hongpadharakiree, « The genus Titanidiops in South-east Asia (Arachnida: Araneae: Idiopidae) », Revue suisse de Zoologie, vol. 131, no 2,‎ 12 décembre 2024, p. 319-355 (DOI 10.35929/RSZ.0128, lire en ligne, consulté le 10 janvier 2025)